# 屈突仲翔
屈突仲翔（?—?），唐朝雍州长安人，祖籍昌黎郡徒河县（今辽宁省锦州市），屈突通之孙，屈突诠之子。
屈突仲翔的父亲屈突诠，官至瀛州刺史。武周末年，屈突仲翔担任幽州都督。张昌宗兄弟犯法，御史中丞宋璟审理。屈突仲翔被人告发贪污，武则天派宋璟去幽州调查屈突仲翔，宋璟奏道：“按州县，才监察御史职耳。御史中丞非大事不出使。仲翔罪止赃，今使臣往，此必有危臣者。”武则天令司刑卿崔神庆主审张昌宗。崔神庆希旨，为张昌宗兄弟免罪。神龙年间，屈突仲翔为瀛州刺史。